# Athousius
Athousius là một chi bọ cánh cứng trong họ 
Elateridae.
Chi này được miêu tả khoa học năm 1905 bởi Reitter.

## Các loài
Các loài trong chi này gồm:
- Athousius holdereri (Reitter, 1900)
- Athousius humeralis (Miwa, 1927)
- Athousius isamutanakai Kishii, 2004
- Athousius kitanoi Ôhira, 1972
- Athousius obakoensis Kishii, 1976
- Athousius wudanganus Kishii & Jiang, 1996